# جون جانديني
جون جانديني (بالإنجليزية: John Gandini)‏ هو نقابي أسترالي، ولد في 28 مارس 1929، وتوفي في 27 يوليو 2016.